# Hindustan Dainik
Hindustan, est un quotidien indien de langue hindie. 